# ニガヨモギ
ニガヨモギ（苦蓬; 学名: Artemisia absinthium）は、キク科ヨモギ属の多年草あるいは亜潅木である。生薬名は苦艾（くがい）といい、英語圏ではwormwood（ワームウッド）とも呼ばれる。
リンネの『植物の種』(1753年) で記載された植物の一つである。

## 概要

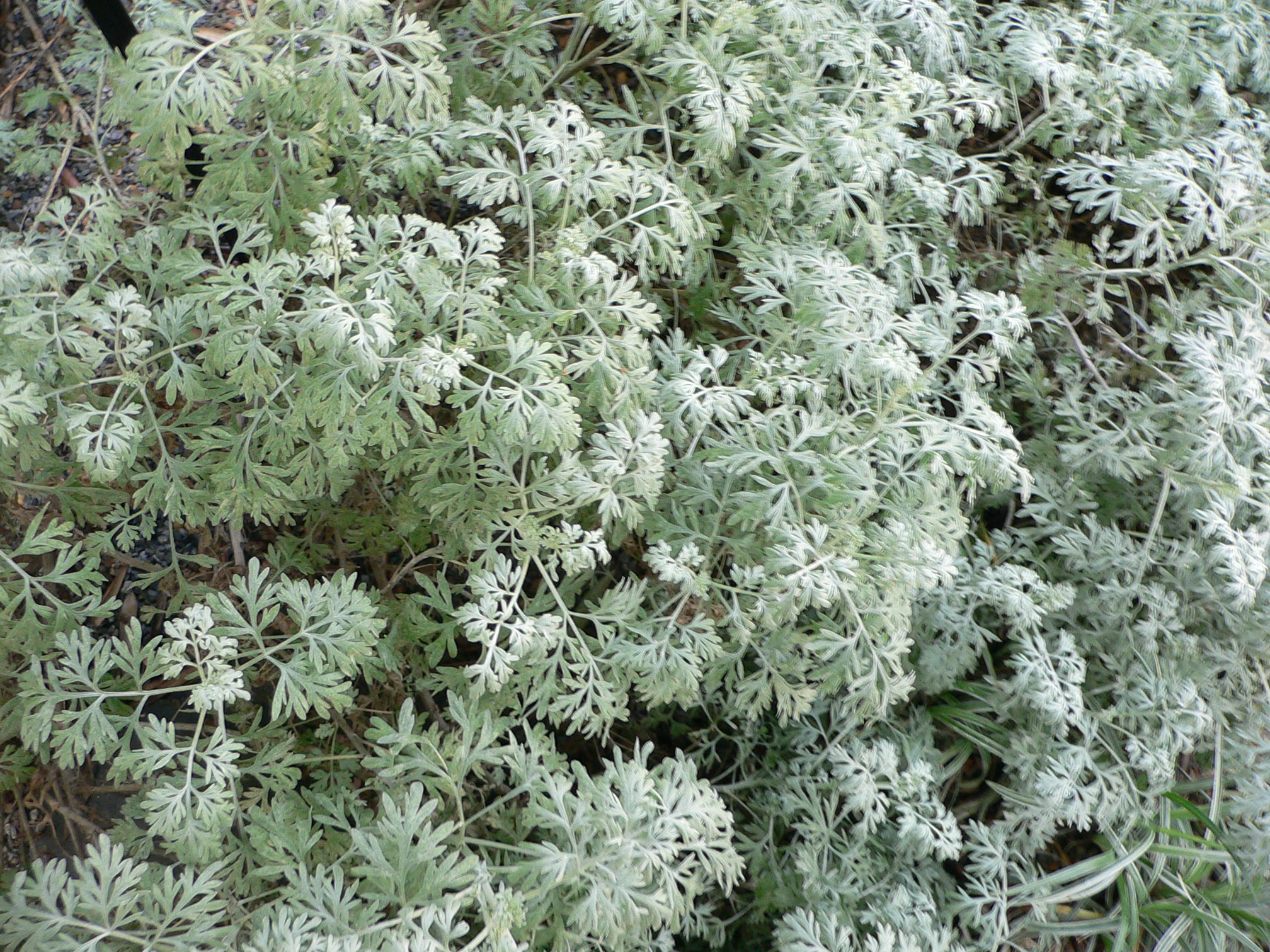
群生するニガヨモギ

高さは30-130センチメートルほどで、全体を細かな白毛が覆っていて、独特の臭いがある。葉は15センチメートルほどの羽状複葉で互生する。葉の表面は緑白色、裏面は白色。花期は7-9月で、多数の黄色い小さな花を円錐状につける。

原産地はヨーロッパ。北アメリカ、中央アジアから東アジア、北アフリカにも分布している。日本には江戸時代末期に渡来した。

## 利用

### 伝統的利用
「ニガヨモギ」は、ヨーロッパに多く自生するヨモギ科の一種であり、強い苦味を有する。
古くから薬用や蒸留酒「アブサン」の素材として利用されてきた。
ニガヨモギを用いた蒸留酒「アヴサン」は、スイスのヴァル・ドゥ・トラヴェール（Val de Travers）が発祥の地である。
アラビアの医学者アウィケンナは「ニガヨモギ」には食欲増進作用があるとしていた。また、14世紀、イタリアのサレルノ医学校では船酔いに効果があると教えていた。
その後、リウマチ、ペスト、コレラ、扁桃腺炎、中耳炎、虫歯、駆虫薬（虫下し）、衣類の防虫薬などとしても利用されてきた。
18世紀にはフランスの医師「ピエール・オーディナーレ」が、ニガヨモギを原料として、蒸留により得た「アブサン」の処方を考案、当時のフランス軍はこれを解熱薬として用いていたと言われる。

### 近現代の研究・利用
2006年には、ニガヨモギなどに含まれる成分「アルテミシニン類」が、デングウイルスや、C型肝炎、牛ウイルス性下痢症、豚コレラウイルスを含むフラビウイルス科ウイルスの活性を抑える働きが報告されている（引用文献：特表2006-504787）。
また近年では、薬学士の中村孝男により、「ニガヨモギ」の蒸留液や抽出エキスが、HIV（ヒト免疫不全ウイルス）やSARS-CoV-2（新型コロナウイルス）、A型インフルエンザウイルス、ノロウイルス（代替ウイルス「ネコカリシウイルス」）などの抑制効果が発見された。化粧品分野では、ニガヨモギが有する抗菌作用を利用した防腐の補助的役割で使用されることが増えてきた。
化粧品で利用される場合、化粧品全成分表示名称「ニガヨモギエキス」や「ニガヨモギ油」と表示されるが、この表示が使用されるには、基原植物の学名が「Artemisia absinthium」のみに限定される。自生しているニガヨモギを収穫する時、他の近縁種も混在して自生しているため、この学名「Artemisia absinthium」のみの植物を選択的に収穫することが困難。これら表示名称のニガヨモギ由来原料を化粧品で使用する際、原産地や基原植物の由来証明の確認が必要。
清涼飲料水、リキュール、ハーブ酒、飴、サプリメントなどでは、香り付けの目的としても使用される。また、食品添加物としても認可されており、苦味料に分類される。

### 危険性
一度にたくさん摂取すると含まれるツジョンにより嘔吐、神経麻痺などの症状が起こる。また、習慣性が強いので連用は危険である。

## 語源
学名の Artemisia （アルテミシア）はギリシャ神話の女神Ἄρτεμις (アルテミス：太陽神アポロンの妹)に由来する。ヘレニズム文化において、アルテミスは狩猟をつかさどる女神であり、森林と子供の守護者でもあった。由来としては、カリアのマウスロス王の妻であり妹であった王妃アルテミシアにちなんでいると説明されることもある。マウスロスが紀元前353年に亡くなると、彼はハリカルナッソスに王をしのんで造営された巨大な墓であるマウソレウムに埋葬された。この遺跡は現在のトルコのボドルムにある。ワームウッドという言葉は中英語の wormwode または wermode から来ている。ウェブスターの新国際英語辞典第3版は、語源を古英語の wermōd に求めている（ドイツ語の Wermu およびそこから派生した酒の名前であるベルモットとの比較から）。一方でオックスフォード英語辞典はその見出しにおいて「語源はあいまい」と記号している。

## 文化史
ニコラス・カルペパーは自身が著した1651年の『英語で書かれた療法』を理解するためには、ニガヨモギこそ重要であると主張していた。しかしリチャード・メイビーによれば、カルペパーによるこの文字通りに苦い味のする植物であるニガヨモギに関する記述は、まるで「意識の流れ」を用いた「他のハーブとは違う」書きぶりで、メイビーいわく「酔っ払いのたわごと」のように読める。一方でカルペパーの伝記を書いたベンジャミン・ウーリーによれば、これは〔人生の〕苦みに関するアレゴリーの可能性があり、実際カルペパーは生涯をかけてエスタブリッシュメント（既存体制）と戦った人で、その結果として投獄されたり手ひどく傷ついたりしたのであった。
ウィリアム・シェイクスピアの『ロミオとジュリエット』にもニガヨモギは登場する。第1幕3場で、ジュリエットの乳母に「そこで私がおっぱいにニガヨモギを塗ったものですから」というセリフがある。これは当時3歳だったジュリエットを離乳させるために、乳母がニガヨモギの苦みを利用したものであった。
ジョン・ロックの『人間知性論』でも、ニガヨモギが苦さの観念の例示のために用いられている。「子供は明らかに言葉を話す前から甘さと苦さの観念の違い（つまり甘いものとは苦くないものである）を知るのであるから、その後に（言葉を話すようになって）ニガヨモギとあめ玉が同じものではないことを知っていることはいうに及ばない」。
新約聖書におけるヨハネの黙示録には、「苦よもぎ」という名の星が空から水源に落ちたために、水の三分の一が苦くなって多くの人が死んだ、という預言が出てくる(wikisource)。
また、ウクライナの地名、チェルノブイリ（ウクライナ語：чорнобиль チョルノーブィリ）はニガヨモギの意であると言われるが、こちらは「黒い草」という意味を持ち、学名Artemisia vulgaris（日本名：オウシュウヨモギ）という別種である。